# Rajma
 (novembre 2023).
La mise en forme du texte ne suit pas les recommandations de Wikipédia : il faut le « wikifier ».
Les points d'amélioration suivants sont les cas les plus fréquents. Le détail des points à revoir est peut-être précisé sur la page de discussion.
- Les titres sont pré-formatés par le logiciel. Ils ne sont ni en capitales, ni en gras.
- Le texte ne doit pas être écrit en capitales (les noms de famille non plus), ni en gras, ni en italique, ni en « petit »…
- Le gras n'est utilisé que pour surligner le titre de l'article dans l'introduction, une seule fois.
- L'italique est rarement utilisé : mots en langue étrangère, titres d'œuvres, noms de bateaux, etc.
- Les citations ne sont pas en italique mais en corps de texte normal. Elles sont entourées par des guillemets français : « et ».
- Les listes à puces sont à éviter, des paragraphes rédigés étant largement préférés. Les tableaux sont à réserver à la présentation de données structurées (résultats, etc.).
- Les appels de note de bas de page (petits chiffres en exposant, introduits par l'outil «  Source ») sont à placer entre la fin de phrase et le point final[comme ça].
- Les liens internes (vers d'autres articles de Wikipédia) sont à choisir avec parcimonie. Créez des liens vers des articles approfondissant le sujet. Les termes génériques sans rapport avec le sujet sont à éviter, ainsi que les répétitions de liens vers un même terme.
- Les liens externes sont à placer uniquement dans une section « Liens externes », à la fin de l'article. Ces liens sont à choisir avec parcimonie suivant les règles définies. Si un lien sert de source à l'article, son insertion dans le texte est à faire par les notes de bas de page.
- La présentation des références doit suivre les conventions bibliographiques. Il est recommandé d'utiliser les modèles {{Ouvrage}}, {{Chapitre}}, {{Article}}, {{Lien web}} et/ou {{Bibliographie}}. Le mode d'édition visuel peut mettre en forme automatiquement les références.
- Insérer une infobox (cadre d'informations à droite) n'est pas obligatoire pour parachever la mise en page.

Pour une aide détaillée, merci de consulter Aide:Wikification.
Si vous pensez que ces points ont été résolus, vous pouvez retirer ce bandeau et améliorer la mise en forme d'un autre article.

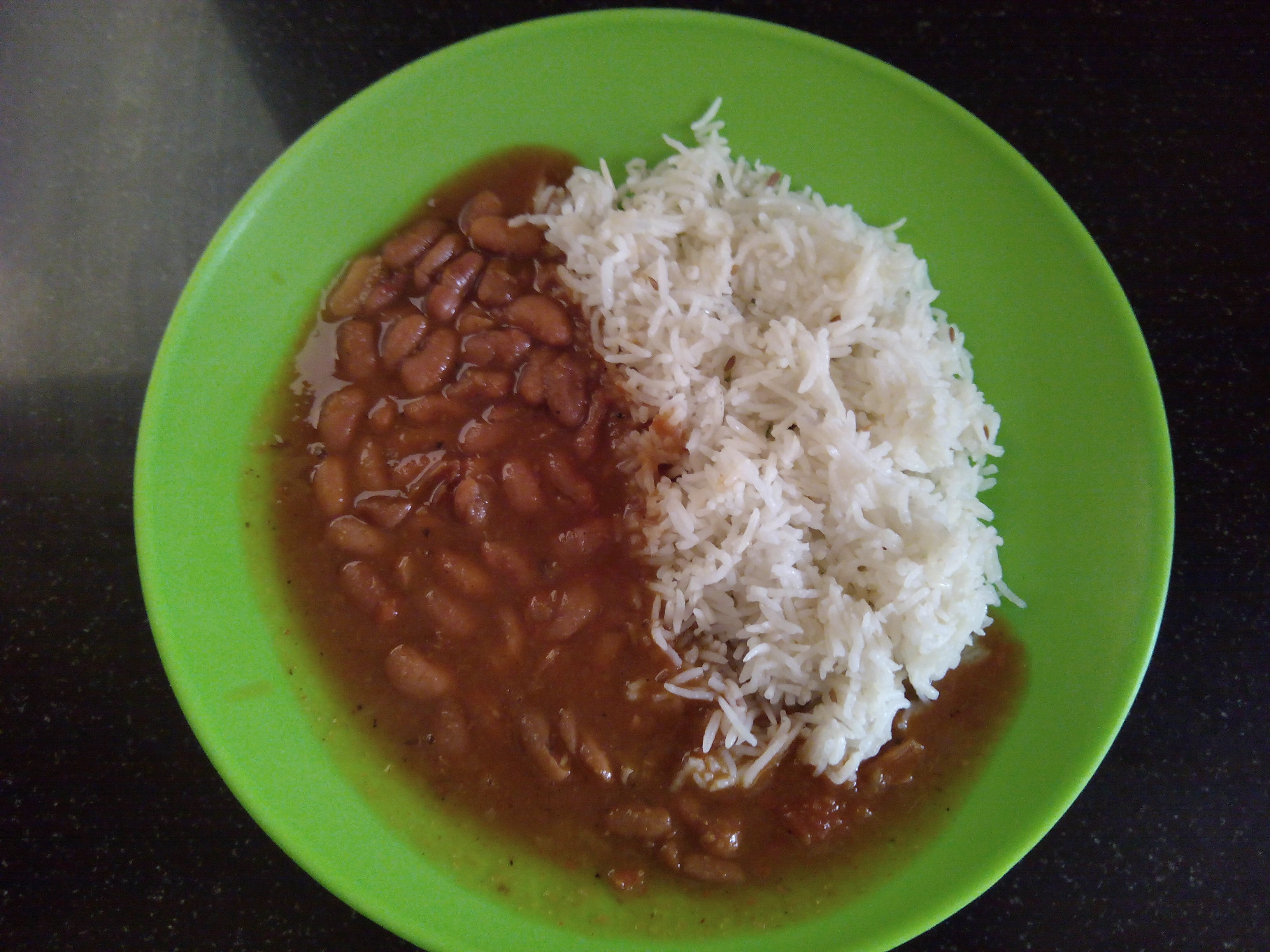
Du rajma mijoté dans une sauce aux oignons et aux tomates (Inde).

Le rājmā (hindi : राजमा, népalais : राजमा, ourdou : راجما), aussi connu sous le nom de rajmah, rāzmā ou encore lal lobia, est un plat végétarien, originaire de l'Inde. Il est composé de haricots rouges dans une sauce contenant beaucoup d'épices indiennes et servi habituellement avec du riz. C'est un plat répandu dans le nord de l'Inde, au Népal et dans la province du Punjab au Pakistan.
Le plat a été développé après l'avènement du haricot rouge en Inde depuis le Mexique. Le rajma chawal est un plat, lui, servi avec des haricots rouges dans du riz bouilli.

## Variantes régionales
Le rajma est un plat populaire dans les États du nord de l'Inde, tout comme au Pakistan et au Népal,.
On trouve parmi les meilleurs rajmas ceux cultivés dans les États indiens du Nord, tels que l'Himachal Pradesh, l'Uttarakhand ainsi que le Jammu, et dans la région du Jammu-et-Cachemire (territoire de l'Union). Le rajma chawal qui est servi avec le chutney d'Anardana (Grenadier commun) est un plat célèbre à Peerah, une petite ville dans le District de Ramban ainsi que dans le Jammu-et-Cachemire (territoire de l'Union), à Assar/Baggar dans le district de Doda et aussi dans le district de Jammu-et-Cachemire (territoire de l'Union).
En allant plus loin dans les variantes régionales, on trouve le rajma de la vallée de Chinta dans le district de Doda, peu loin de la ville de Bhaderwah située dans la province de Jammu. Ces dernières sont parmi les plus populaires auprès de leurs adeptes. Ces derniers sont plus petits que ceux cultivés dans les plaines et ont, d'après leurs adeptes, un goût plus sucré.
Le combinaison de rajma et de riz est généralement un dex mix préférés des Indiens du Nord, en incluant les Népalais. Le rajma, quant à lui, est préparé avec des oignons, de l'ail et plusieurs autres épices d'Inde. C'est une des nourritures de base du Népal.
De plus, le rajma masala, lui, est un plat populaire des États du nord de l'Inde, tout comme au Pakistan. La cuisine du Punjab, adaptée au rajma masala, consiste à tremper les haricots pendant la nuit dans de l'eau, puis de les cuisiner dans une cocotte minute et ensuite de les mixer dans un bhuna masala fait à partir d'oignons hachés, de tomates en dés, de gingembre, d'ail et d'un mélange d'épices qui incluent du cumin, du curcuma, de la coriandre, du garam masala et du chili.

## Nutrition
Cent grammes de graines de rajma bouillies contiennent à peu près 140 calories, 5,7 grammes de protéines, 5,9 grammes de lipides et 18 grammes de glucides.